# راماكا
راماكا (بالإيطالية: Ramacca)‏ هي بلدة تقع في مقاطعة كاتانيا في صقلية في إيطاليا .